# عبد العزيز الشثري
عبد العزيز بن محمد الشَّثْري (1888- 1967 م) هو عالم دين سعودي.

## نسبه
هو: عبد العزيز بن محمد بن عبد العزيز بن إبراهيم بن حمد بن محمد بن حمد بن محمد بن مفلح بن فهد بن غانم بن محمد بن سيف بن حماد بن محمد بن رشيد بن مؤمل بن محمد بن شثر بن محمد بن مؤمل من بني زياد من عامر بن صعصعة بن معاوية بن بكر بن هوازن بن منصور بن عكرمة بن خصفة بن قيس عيلان بن مضر بن نزار بن معد بن عدنان. 

## نشأته وتعلمه
نشأ نشأة صالحة بين أسرته وأبويه، فوالده محمد بن عبد العزيز كان من تجار الحوطة المشهورين، ورباه والده تربية حسنة وترعرع في قصر والده المسمى بالدروازة، وبدأ بحفظ القرآن في الكتاتيب الموجودة هناك واستظهاره قبل كل العلوم، كعادة المشايخ الأولين. بعد أن ختم القرآن عمل في تجارة السلاح مدة من الزمن، ثم ابتدأ بطلب العلم، فقرأ على والده ومشايخ بلده مبادئ النحو، والفرائض، والتوحيد، والحديث، وأحب التزود والتوسع في الفنون، فسافر إلى الرياض وهي –آنذاك- آهلة بالعلماء الأجلاء، وسنه لم يتجاوز العشرين عاما، فقرأ على المشايخ، وحضر الدروس التي تقام في المساجد والدور، وتتلمذ على مشايخ على رأسهم ابن عمه الشيخ محمد بن علي بن إبراهيم الشثري والشيخ عبد الله بن عبد اللطيف آل الشيخ، والشيخ عبد الله بن حسن بن حسين آل الشيخ، والشيخ سعد بن حمد بن عتيق، والشيخ سليمان بن سحمان، والشيخ محمد بن محمود وغيرهم، فتوسع في شتى العلوم من النحو، والفرائض والتوحيد، والفقه، وتخصص على بعض العلماء في بعض الفنون كالشيخ ابن راشد في الفرائض، والشيخ ابن جريس في التجويد وغيرهما، ثم رجع إلى بلده بما حصل من العلم والفقه.

## أعماله
صدر الأمر من جلالة الملك عبدالعزيز بتعميده في بلدة الرين للفتيا والتعليم والقضاء والخطابة، وكان ذلك في طور تأسيس تلك البلدة في عام 1337 هـ ، وقد امتثل الأمر فتحول إلى هناك وصادف قوة البلدة ووفور الإقبال على العلم والدين، وقت تحول البوادي إلى القرى، ورغبة أهلها الشديدة في الاستفادة وعمل الخير، وقد قام على يديه تأسيس المساجد وتعيين الأئمة، وحصل بواسطته تآلف ومودة ورغبة في العمل ومسابقة في الخيرات، فكان بينهم معلماً، ومرشدا، وناصحا، وموجها.
ولقد شارك الشيخ عبد العزيز الإخوان في العديد من الأعمال الخيرية وغزا معهم عدة غزوات، ولكنه لم يدخل معهم في الفتن التي وقعت، بل بذل ما في وسعه لنصحهم بالكف عن الخروج على ولي الأمر وشق عصا الطاعة عليه، ولم يزل في تلك البلدة حتى توفي الملك عبد العزيز فطلبه الشيخ محمد بن إبراهيم آل الشيخ إلى الرياض ليقوم بتدريس في الحلقات وغيرها، فانتقل إلى الرياض في عام 1374هـ، وعمل بالتدريس، وتأسس في ذلك العام معهد إمام الدعوة العلمي، فأسند إليه التدريس في عدة مواد كالفقه، والنحو، والفرائض، والحديث، وغيرها واستمر في ذلك العمل حتى وافاه أجله.

## نبذة من أخلاقه وآدابه
كان على جانب كبير من التواضع بعيداً كل البعد عن سمات الكبر والاغترار، فهو يجالس الفقراء والمستضعفين، ويحنو عليهم، ويبذل ما في وسعه في إغاثة أهل الفاقة والحاجة، ويشفع للعاجزين، ويعين الضعفاء ويجالسهم، ويباحثهم، ويحاضرهم، وكان مع ذلك له الجاه والمنزلة عند الملوك وأبنائهم، فينزلونه منزلته، ويلبون دعوته، ويقبلون شفاعته، ويعترفون بأهليته لذلك، ثم هو مع ذلك على جانب من الغيرة على حرمات الله أن تنتهك، فهو يسارع إلى تغيير المنكر، ومحو البدع ، فيأمر بالمعروف، وينهي عن المنكر، ويرد الباطل على من جاء به، كما تدل على ذلك نصائحه ورسائله التي بثها في حياته، وقد جبله الله على عزة النفس، والترفع عن الأدناس، والدنايا، وسفاسف الأخلاق، كما جبل أيضاً على الكرم، وبذل ما يملك، أو ما يمكنه لله على المستحقين في أوقات الحاجة ومواسم الخير، وهكذا في إضافة الأصدقاء والأحباب والعلماء، واستزادتهم، ولا يبالي بما بذل في ذلك لحبه للتآلف وصفاء القلوب، وقد أصبح لهذه الخصال ونحوها محبوباً في النفوس، له في قلوب الناس من المودة والشفقة ما لم نره لغيره حتى كناه الناس قديماً (بأبي حبيب)، رغم أنه لم يسم أحد أبنائه بهذا الاسم، وإنما سموه بذلك لزيادة محبته. وكان محباً للعلم وقراءة الكتب، وكانوا تلامذته يقرؤون عليه طويلاً دون أن يعتريه ملل أو سآمة حتى يتمموا عليه الكثير من أمهات الكتب والمؤلفات الكثيرة في التفسير وشروح الحديث، ومختلف العلوم.

## تلامذته وآثاره العلمية
تتلمذ على يد الشيخ عبد العزيز في الرين عدد كبير من حاضر وباد، كان من أبرزهم: ابنه الشيخ ناصر بن عبد العزيز، وابن أخيه الشيخ عبد الله بن عبد الرحمن، وابن أخته الشيخ عبد الرحمن بن فرحان، والشيخ سعد بن محمد الشقيران، والشيخ عبد الله بن عبد الرحمن الجبرين، والشيخ عبد الله بن زيد آل محمود، والشيخ محمد بن سعود الصبيحي، والشيخ عبد الرحمن بن إبراهيم العريفي، والشيخ عبد الله بن عبد الرحمن بن جبرين وغيرهم.
وقرأ عليه في الرياض في المعهد والحلقات جم غفير تولوا مناصب رفيعة في القضاء والتعليم، والإرشاد وغير ذلك ومنهم عبد العزيز بن عبد الرحمن الشثري، وصالح بن محمد الشثري وعبد الرحمن بن محمد الشثري وعبد الله بن جارالله وغيرهم، وله عدة رسائل ونصائح، فمنها رسالة أذكار الصباح والمساء، وطبعت عدة طبعات، ومنها رسالة في الأصول الثلاث التي يجب على العبد معرفتها، وقد كتبها كنموذج لما قام به لما كان يرأس هيئة الإرشاد التي شكلها الملك سعود والشيخ محمد بن إبراهيم للحدود الشمالية في عام 1380هــ، وله نصائح عامة في مواضيع مختلفة. كما أن له إسهاماً كبيراً في مجال الدعوة والإفتاء والتوجيه والإرشاد.

## أسرته

### أبناؤه الذكور
1. الراحل الشيخ ناصر الشثري (مستشار في الديوان الملكي برتبة وزير) لديه من الأبناء: (د. محمد، خالد (رجل أعمال)، عبد الله، الشيخ سعد الشثري (عضو في هيئة كبار العلماء) ومستشاراً في الديوان الملكي بمرتبة وزير حالياً ، عبد الرحمن٫ عبد العزيز، سعود٫ فيصل، تركي، نايف ، فهد، سلمان، سلطان، مشاري، حمود، منصور، أحمد) ;له من البنات: (نوف، بدرية، جواهر، أسماء، أروى، أضواء، فهده، نايفه، العنود، سارة، عبير.)

1. سعد آل أبو حبيب الشثري: لديه من الأبناء المهندس عبد الله الشثري (عبدالعزيز، العنود، عبير، عبدالاله، عريب) محمد (متعب، مشهور، عتاب) ، عبد الرحمن (مشاعل، مها، هاله، نوف، سعد)، إبراهيم (سطام، حصه، منيره، فلوه، سعد))، عبد العزيز، خالد، بندر، سلطان، فريدة، مضاوي
2. اللواء طيار ركن عبد الله أبو حبيب الشثري: لديه من الأبناء ناصر ، عبد العزيز، بدريه متزوجه من حامد البلوي، نواف، منصور، ريم، نوف، خالد، سعد، كايد، نوره، علياء، نواره
3. سعود أبو حبيب الشثري: لديه من الأبناء (عبد العزيز، محمد، فهد، ناصر٫عبد الله٫مساعد٫عبد الرحمن٫تركي٫دلال ٫خلود ٫عهود ٫لمياء ٫حصة)
4. معال الأستاذ محمد أبو حبيب الشثري (رئيس الشؤون الخاصة بمكتب سمو وزير الدفاع) لديه من الأبناء فهد، الملازم أول تركي متزوج من كريمة عساف بن سيف العساف، سلطان، هنا متزوجه من سعود نجل وكيل الرئيس العام للشؤون المالية عضو اللجنة الأولمبية العربية السعودية عبد الله بن محمد العذل، بسمه
5. إبراهيم أبو حبيب الشثري: لديه من الأبناء (بدر، عبد العزيز، نوف ولمى رئيسة تحرير مجلة سيدتي ومجلة الجميلة.[4])
6. صالح أبو حبيب الشثري: لديه من الأبناء (حسام٫ثامر٫محمد٫نايف٫فهد)
7. عمر أبو حبيب الشثري: لديه من الأبناء (مشعل، هاله، سعود، عبد العزيز، لولو٫بسمة)
8. عبد الرحمن أبو حبيب الشثري: لديه من الأبناء (حبيب، محمد، صيته متزوجة «الفريح» ٫ناصر٫غادة متزوجة«الدغيثر» ٫سارة)
9. . الدكتور عبد العزيز أبو حبيب الشثري: لديه الأبناء (حبيب٫الهنوف متزوجة «الشثري» ٫نورة متزوجة «الرشيد» ٫ريما٫العنود٫عليا٫أروى، هيفاء)

### بناته
1. نورة بنت أبوحبيب والدة (حصة بنت عبد العزيز الشثري) وكل من (عبد الله، محمد، سعد، منصور)٫ أبناء زيد المحمود
2. حصة بنت أبوحبيب والدة (عبد الله، عبد الرحمن، سارة، بدرية، أسماء، صفية، جواهر، قماش، مها) أبناء محمد الفرحان
3. سارة بنت أبوحبيب والدة (حصة، عبد الله، بدرية، هند) أبناء إبراهيم بن زيد الشثري
4. الجوهرة بنت أبوحبيب والدة (عبد الله، عبد العزيز، فهد، حصة، أمل، هند، هيفاء، مي، مضاوي) أبناء علي بن زيد الشثري
5. منيرة بنت أبوحبيب، والدة (فيصل، نواف، عبد العزيز، فهد، سعود) أبناء محمد الشثري
6. نوف بنت أبوحبيب، والدة (أحمد، نواف، عليا، سعود، محمد) أبناء حسن بن عبد الله المحمود
7. هند بنت أبوحبيب، والدة (فهد، عبد العزيز، الجازي، الجوهرة، لولو) أبناء محمد بن عبد الله الشثري
8. مها بنت أبو حبيب، والدة (عبد الله، نايف، سعود، عبد العزيز، نورة) أبناء محمد بن عبد الله آل الشيخ
9. فهدة بنت أبوحبيب، والدة (نوف، هيفاء، نورة، الجوهرة) بنات عبد الإله بن صالح آل الشيخ
10. هيلة بنت أبوحبيب، والدة (نايف، عبد العزيز، حمود، ناصر، نايفه) أبناء عبد الله الجبرين

### زوجاته
1. بدرية العريفي، والدة (الشيخ ناصر، سعد، عبد الله، سارة)
2. سارة الغنيم، والدة (نورة، حصة)
3. دليل العريفي، والدة (محمد، إبراهيم، عمر، الجوهرة)
4. حصة العريفي، والدة (سعود، صالح، عبد الرحمن، منيرة، هيلة)
5. نورة بنت جبرين الجبرين، والدة (عبد العزيز، نوف، هند، مها، فهدة)

## وفاته
توفي في السابع من شهر رمضان عام 1387هـ وقد نيف على الثمانين، وكان قد نقل في مرضه إلى لندن للعلاج، فأوصى أن يصلى عليه في الرياض في الجامع الكبير، وقد توافد الناس من مختلف البلاد والأماكن للصلاة عليه، وفي مقدمتهم الملك فيصل وشيعه الجمع الغفير ودفن في مقبرة العود بجوار بعض مشائخه - جميعاً رحمة واسعة.

### قبل وفاته
عند حلول شهر رمضان لسنة 1387 هـ سافر إلى مكة لأداء مناسك العمرة، وقد أحس بالمرض، وكان يظن أنه سيموت في مكة، فلما انقضت العشر الأوائل من شهر رمضان اشتد به المرض وحضر ابنه الشيخ ناصر ونقله إلى الرياض، ثم أدخل إلى مستشفى الرياض العسكري للعلاج، وزاره الملك فيصل وأشار بنقله للعلاج في لندن، ومكث بها يومين وكان في وقت النزع قد طلب الاتصال بالملك فيصل لمناصحته، ولصعوبة الاتصال في وقتها فقد أوهمه من حوله أن الملك فيصل على الخط فأخذ سماعة الهاتف وصار ينصحه ويقول: أوصيك بتقوى الله والحرص على ما ينفع المسلمين في دينهم ودنياهم، الله يحفظك في دينك وبدنك. وبعد وفاته قال الشيخ عبد الرحمن بن فريان: لما حملوا جنازته ليدفن، قال الملك فيصل ذهبوا يدفنوا صاحب الغيرة. وكان في مقدمة مشيعيه إلى قبره صاحب السمو الملكي الأمير سلطان وكان يتلقى التعازي فيه.